# 克雷塞
克雷塞（法語：Cressé，法語發音：[kʁese]）是法国滨海夏朗德省的一个市镇，位于该省东部，属于圣让当热利区。

## 地理
克雷塞（45°54'55"N, 0°13'8"W）面积10.96 平方千米，位于法国新阿基坦大区滨海夏朗德省，该省份为法国西部滨海省份，北起旺代省，西临大西洋，南至吉倫特省，东南接多爾多涅省，东北接德塞夫勒省接壤，东临夏朗德省。
与克雷塞接壤的市镇（或旧市镇、城区）包括：巴佐日、博韦叙马塔、方丹沙朗德赖、勒日克、古尔维莱特、塞涅、莱图什德佩里尼。

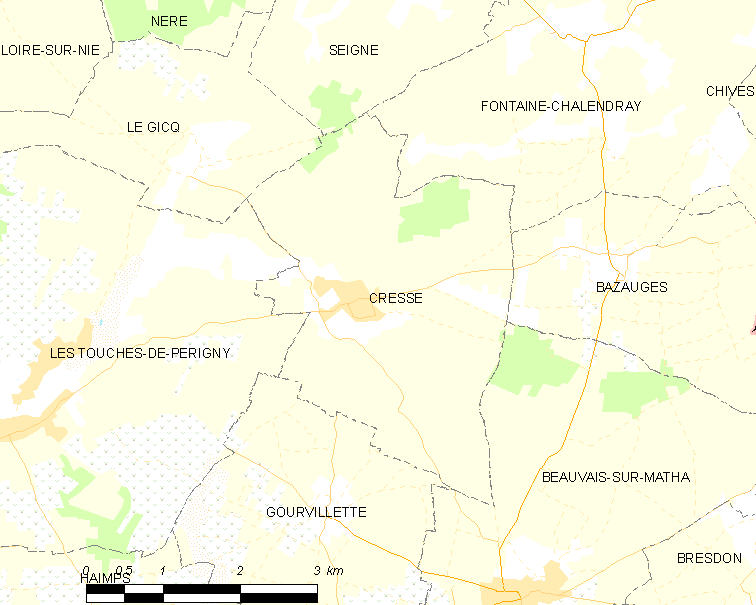
克雷塞的OSM定位图

克雷塞的时区为UTC+01:00、UTC+02:00（夏令时）。

## 行政
克雷塞的邮政编码为17160，INSEE市镇编码为17135。

## 政治
克雷塞所属的省级选区为马塔县。

## 人口

1962-2008年间克雷塞人口变化图示

克雷塞于2022年1月1日时的人口数量为225人。